# Лосвицкие (Шумилинский район)
Лосвицкие (бел. Ласві́цкія) — деревня в Шумилинском районе Витебской области Республики Беларусь. В составе Ловжанского сельсовета.

## География
Пролегает дорога Н-3951.
Ближайшие населённые пункты Бывалино, Сиротино и др.

## История
В 1906 году в Городокском уезде Мишневичской волости Витебской губернии.
До 1 апреля 1960 года деревня входила в состав Сиротинского сельсовета.

## Население

### Численность
- 2009 год — 12 жителей

### Динамика
- 1906 год — 12 дворов (деревня)[2]
- 2009 год — 12 жителей (перепись населения)[2]

## Достопримечательность
- Из деревни Лосвицкие был привезён в Шумилино гигантский валун, который установлен на берегу Шумилинского озера, стал частью композиции — памятный знак «Морской камень».